# كيد مادن
كيد مادن (بالإنجليزية: Kid Madden) هو لاعب كرة قاعدة أمريكي، ولد في 2 أكتوبر 1867 في بورتلاند في الولايات المتحدة، وتوفي بنفس المكان في 16 مارس 1896.

## وصلات خارجية
- كيد مادن على موقعبيزبول رفرنس.كوم (الدوري الرئيسي) (الإنجليزية)
- كيد مادن على موقعبيزبول رفرنس.كوم (الدوري الثانوي) (الإنجليزية)
- كيد مادن على موقع جمعية أبحاث البيسبول الأمريكية (الإنجليزية)